# トライタン
トライタン（Trytan）のリングネームで知られるライアン・ウィルソン（Ryan Wilson）はアメリカ合衆国のプロレスラー。

## 来歴
2001年、プロレスラーを果たす。バイオレンスアクション映画であるマッドマックス2に登場する悪役であるヒューマンガスをモチーフにしたギミック、ロード・ヒューマンガス（Lord Humongous）として顔の全面を覆うフェイスガードを着用したマスクマンでメンフィスのインディー団体を中心に活動。2003年7月12日にはメンフィス・レスリング（Memphis Wrestling）にてWWEに所属経験のあるメイブルと対戦している。
2003年9月、ジェフ・ジャレットが主宰するTNAに本名名義であるライアン・ウィルソン（Ryan Wilson）で参戦。同月24日、リング内外で問題があった場合には粛清を加える警備ユニットであるレッドシャツ・セキュリティー（Red Shirt Security）の一員として登場。ミゼット vs レッドシャツ・セキュリティーなる名目であるタッグマッチにケビン・ノースカットと組んでクリス・ボーン & リック・サンテルと対戦するが敗戦した。11月よりレイヴェン & サンドマンと短期抗争を展開。同月19日にルール無用、凶器満載のクロックワーク・オレンジハウス・オブ・ファンマッチで対戦するが敗戦。
2004年1月6日、プエルトリコの団体であるIWAプエルトリコにてヒューマンガス（Humongous）として参戦。IWAプエルトリコヘビー級王座を保持し、新日本プロレスに参戦経験のあるグラマーボーイ・シェーンと対戦して勝利し、ベルトを奪取した。6月よりTNAにてリングネームをタイタス（Titus）へと変更してダークマッチに出場。10月、日本の団体であるハッスルに参戦する為初来日。当時WWEにてミスター・アメリカとして活動していたハルク・ホーガンの弟子という触れ込みで星条旗のマスクとタイツがトレードマークでミスターUSA（Mr. USA）のリングネームで出場。ハッスル軍の救世主として高田延彦率いる高田モンスター軍と敵対し、12月24日のハッスルハウス・クリスマススペシャルツアーではキャプテンフォールタッグマッチにて勝利に貢献した。
2005年1月21日、スコット・ダモールが主宰するカナダの団体、BCW（Border City Wrestling）にてトライタン（Trytan）のリングネームで参戦。クリス・ハリスと組んでBCWカナダアメリカタッグ王座を保持するチーム・カナダ（ボビー・ルード & ピーティー・ウィリアムス）に挑戦するがベルトを奪取するに至らなかった。2月には再びハッスルに参戦。素顔のハッスル・タイタス（Hustle Titus）として出場。同月11日のハッスル7にてケビン・ランデルマンと組んでNJPW & 赤鬼蜘蛛と対戦して勝利した。
3月、TNAにトライタンとして復帰。13日のPPV、Destination X 2005にてモンティ・ブラウンと対戦するが終盤に劣勢になった事により場内を暗転。黒服の男を代わりにフォール負けさせてノーコンテストという結果になった。シングルプレイヤーとしてプッシュを受けるも上手くいかず、6月よりサイモン・ダイヤモンドとのタッグで活動するが7月15日に出場したのを最後にTNAから退団した。
11月、WWEと契約を交わして入団。傘下団体であるOVWにてタイタスとしてダ・ビーストとタッグを組んで出場。2006年7月よりマンカインドが着用していた本革製マスクをモチーフとしたマスクを被った精神異常者ギミックであるジェイコブ・ダンカン（Jacob Duncan）へと変更し、シングルプレイヤーへと転向。8月にはブギーマンとの怪奇派系抗争を行い、同月23日のOVW TV400回放送記念大会にてテーブルマッチを行い勝利した。9月10日にOVWヘビー級王座を保持するチェット・ザ・ジェットに挑戦して敗戦するが、この一戦によりベルトを巡って抗争を開始。10月25日、チェット・ザ・ジェットに対して非公認によるリベンジマッチを行い勝利し、ベルトを奪取。11月2日、8日とチェット・ザ・ジェットに非公認による王座戦を仕掛けられるも返り討ちにした。
王座陥落後、2007年1月よりチェット・ザ・ジェット、ポール・バーチルと三つ巴による王座戦を展開。三つ巴による抗争後、ダン・ロッドマンとディーヴァのベス・フェニックスを巡って三角関係となり抗争を開始。6月1日、ダン・ロッドマンと母の宝物とベス・フェニックスとのデートができる権利を賭けた試合に勝利した。7月よりアントーニ・ポラスキと抗争を開始。2500ドルを賭けたボディスラムマッチを同月25日は反則裁定による勝利。8月3日には敗戦して1勝1敗となり、同月10日に決着戦として自身のキャリアを賭けて対戦して勝利し、2500ドルを手に入れた。10月には再びポラスキと抗争し、11月19日にハロウィン・ハードコアマッチを行い勝利した。しかし、同月にWWEから解雇となる。
2008年11月19日、OVWヘビー級王座を保持するアンソニー・ブラバド vs アイドル・スティーブンスの王座戦にて乱入し、トリプルスレットマッチを行うがベルトを奪取するに至らず、WWEに復帰する事はなかった。
長らくプロレスラー活動を休止していたが2012年4月7日、カリフォルニア州を拠点とするインディー団体であるMPW（Millenium Pro Wrestling）に参戦。DKマーフィーとバールーム・セインツ（ The Barroom Saints）なるタッグを結成し、MPWタッグ王座を保持するオマール・ダンカン & ウイスキー・フィスト・マッキントッシュに勝利してベルトを奪取した。8月26日、ルイジアナ州を拠点とするインディー団体であるECW（Elite Championship Wrestling）にてロード・ヒューマンガスとして出場。マスタングと対戦するが敗戦した。

## 得意技
- T3

フィニッシャー。F5
- チョークスラム

フィニッシャー。
- ミリタリープレス

## 獲得タイトル
IWAプエルトリコ
- IWAプエルトリコヘビー級王座 : 1回

OVW
- OVWヘビー級王座 : 1回

MPW
- MPWタッグ王座 : 1回

w / DKマーフィー

## 入場曲
- System
- Enough